# Hypericum nuporoense
Hypericum nuporoense är en johannesörtsväxtart som beskrevs av N.Robson. Hypericum nuporoense ingår i släktet johannesörter, och familjen johannesörtsväxter. Inga underarter finns listade i Catalogue of Life.